# لیندا کیساباکا
لیندا کیساباکا (آلمانی: Linda Kisabaka؛ زادهٔ ۹ آوریل ۱۹۶۹) دونده نیمه‌استقامت زن اهل آلمان بود.